# Брусникина, Марина Станиславовна
Марина Станиславовна Брусникина (род. 9 февраля 1961, Москва, СССР) — театральный режиссёр и педагог, актриса; заслуженная артистка России (2003), лауреат Государственной премии России (2003).
Главный режиссёр Российского академического молодёжного театра (с августа 2023 года).

## Биография
Марина Сычёва (в замужестве Брусникина) родилась 9 февраля 1961 года в Москве. Окончила в 1982 году школу-студию МХАТ (курс Олега Ефремова). В 1985 году была принята в труппу Московского Художественного театра имени А. П. Чехова, где состояла по 2003 год.
С 2002 года работает в МХТ им. Чехова как режиссер-педагог. С 2009 по 2023 год — помощник художественного руководителя МХТ.
Преподает с сентября 1988 года сценическую речь в Школе-студии МХАТ. С 2002 года преподает мастерство актер. Заведующая кафедрой сценической речи школы-студии МХАТ. Поставила дипломные спектакли: «Ай да Пушкин» (курс К. Райкина, 2003), «Майская ночь, или Утопленница» (курс И. Золотовицкого, 2005), «Белые ночи» (курс Д. Брусникина и Р. Козака, 2007), «Гамлет» (курс К. А. Райкина, 2008), «Война и мир» (курс И. Золотовицкого, 2009), «Поле» и «Маленькие трагедии» (курс Д. Брусникина и Р. Козака, 2011).
В октябре 2018 года, после смерти мужа Дмитрия Брусникина, назначена вслед за ним художественным руководителем театра «Практика».
В августе 2023 года стала главным режиссёром театра РАМТ.

## Личная жизнь
Муж — Дмитрий Брусникин (1957—2018), однокурсник по Школе-студии МХАТ (1978—1982), режиссёр; заслуженный артист России (1993). Поженились 25 мая 1979 года, ещё будучи студентами. Сын — Филипп Брусникин (род. 1983).

## Творчество

### Фильмография
- 1991 — Сюжет для двух рассказов — Нюта
- 2016 — Ищейка (телесериал) — 6 серия
- 2019 — Воскресенье — мать Маши
- 2023 — Первая любовь — Анна

### Роли в театре
Московский Художественный театр имени А. П. Чехова
- «Чайка» А. П. Чехова. Режиссёр: Олег Ефремов — Маша[4]
- «Борис Годунов». Режиссёр: Олег Ефремов — Ксения
- «Московский хор» — Лора
- «Платонов» — Софья
- 1993 — «Плач в пригорошню» — Нина
- «Горе от ума» А. С. Грибоедова — Наталья Дмитриевна
- 1996 — «Гроза» А. Н. Островского. Режиссёр: Дмитрий Брусникин — Варвара
- 1982 — «Татуированная роза» Теннесси Уильямса. Режиссёр: Роман Виктюк — Флора
- 1994 — «Новый американец» А. Марьямова по Сергею Довлатову. Режиссёр: Пётр Штейн — Лебедева
- 2002 — «Вечность и ещё один день» Милорада Павича. Режиссёр: Владимир Петров — Мать Калины, София
- 2003 — «Обломов». Режиссёр: Александр Галибин — Агафья Матвеевна Пшеницына
- 2003 — «Учитель словесности» А. П. Чехова. Режиссёр: Николай Шейко — Преполоневская

Театр «Практика»
- 2022 — «Александр_а» по пьесе Екатерины Августеняк (премьера 24 февраля). Режиссёр: Вика Привалова — первая в мире женщина-министр

### Постановки в театре

#### Московский Художественный театр имени А. П. Чехова
- 2002 — «Пролётный гусь» В. П. Астафьева (премьера 24 февраля, спектакль отмечен Государственной премией России)[7]
- 2002 — «Сонечка» Людмилы Улицкой (премьера 30 сентября)[8]
- 2003 — «Лёгкий привкус измены» Валерия Исхакова (премьера 19 ноября)[9]
- 2004 — «Белое на чёрном» Рубена Давида Гонсалеса Гальего (премьера 9 июня)[10]
- 2005 — «Солнце сияло» Анатолия Курчаткина (премьера 29 марта)
- 2006 — «Река с быстрым течением» Владимира Маканина (премьера 25 января, спектакль отмечен премией «Золотая лира»)[11]
- 2007 — «Тутиш» Алексея Торка (премьера 27 октября, спектакль отмечен премией «Золотая лира»)
- 2009 — «Дворянское гнездо» И. С. Тургенева (премьера 7 ноября)[12] (премия СТД «Гвоздь сезона», театральная премия газеты «Московский комсомолец»)
- 2011 — «Письмовник» М. С. Шишкина (премьера 23 октября)[13] (театральная премия газеты «Московский комсомолец»)
- 2014 — «Деревня дураков» Натальи Ключарёвой (премьера 25 ноября)
- 2017 — «Боюсь стать Колей» Ивана Андреева (премьера 18 мая)
- 2018 — «Офелия боится воды» Юлии Тупикиной (премьера 10 ноября)
- 2022 — «Театральный роман» иммерсивный спектакль по мотивам романа Михаила Булгакова (премьера 29 июня)
- 2022 — «Полярная болезнь» Марии Малухиной (премьера 3 декабря)

#### Московский драматический театр имени А. С. Пушкина
- 2002 — «Цыганы» А. С. Пушкина[14]
- 2007 — «Бубен верхнего мира» Виктора Пелевина
- 2008 — «Прекрасность жизни» Евгения Попова

#### Театр «Сатирикон» имени Аркадия Райкина
- 2003 — «Ай да Пушкин!» спектакль-игра по сказкам А. С. Пушкина (премьера 2 декабря, спектакль отмечен премией «Дебют»)
- 2006 — «Случай» Карло Гольдони (премьера 12 января)
- 2007 — «Бальзаминов» А. Н. Островского (премьера 9 февраля)

#### Новосибирский академический молодёжный театр «Глобус»
- 2004 — «Моя Марусечка» (повесть Александры Васильевой) (премьера 27 февраля)[15][16] (театральная премия г. Новосибирска «Парадиз»)
- 2007 — «Саня, Ваня, с ними Римас» Владимира Гуркина (премьера 11 мая)

#### Театр имени Моссовета
- 2010 — «Я, бабушка, Илико и Илларион» Нодара Думбадзе[17]

#### Et cetera
- 2012 — «Моя Марусечка» по повести Александры Васильевой (премьера 4 февраля)
- 2022 — «Грех да беда на кого не живёт» по пьесе Александра Островского (премьера 23 декабря)

#### Российский академический молодёжный театр(РАМТ)
- 2013 — «Лада, или Радость» по повести Тимура Кибирова (премьера 20 ноября, театральная премия газеты «Московский комсомолец»)
- 2015 — «Кот стыда» по пьесам «Кот стыда» Таи Сапуриной, «Март» Ирины Васьковской и «Ба» Юлии Тупикиной (премьера 23 ноября)
- 2017 — «Хурьма» по пьесе Натальи Слащевой (премьера 14 декабря)
- 2021 — «Дни Савелия» по роману Григория Служителя (премьера 24 сентября)
- 2023 — «Здесь дом стоял» по документальным материалам Андрея Стадникова (премьера 11 сентября)
- 2025 — «Лето Господне» по роману Ивана Шмелева (премьера 20 марта)

#### Московский драматический театр «Сфера»
- 2015 — «Обращение в слух» Антона Понизовского (премьера 17 мая)

#### Театр «Практика»
- 2016 — «Наташина мечта» по пьесе Ярославы Пулинович (премьера 23 декабря)
- 2018 — «Человек из Подольска. Серёжа очень тупой» по пьесам Дмитрия Данилова (премьера 21 сентября)
- 2019 — «Мороз, Красный нос» по стихотворению Николая Некрасова (премьера 24 декабря)
- 2020 — «Посадить дерево» по пьесе Алексея Житковского (премьера 13 января)
- 2020 — «Поле» по повести Чингиза Айтматова «Материнское поле» (премьера 23 сентября)
- 2021 — «В кольцах» («Несчастливая Москва») по повести Евгении Некрасовой (премьера 15 апреля)

#### Театр «Современник»
- 2016 — «Скажите, люди, куда идёт этот поезд…» по пьесе «Фронтовичка» Анны Батуриной
  - 2022 — «Небылица. История необыкновенной любви» по пьесе «Фронтовичка» Анны Батуриной (восстановление спектакля) (премьера 11 января)
- 2017 — «Уроки сердца» по текстам Ирины Васьковской

#### Театр наций
- 2021 — «Русский крест» по одноименной поэме Николая Мельникова (премьера 28 сентября)
- 2021 — «Прыг-скок, обвалился потолок» по сценарию Геннадия Шпаликова (премьера 22 декабря)
- 2022 — «Наше всё…» Ваш А. Солженицын» по личным письмам, фрагментам прозы и нобелевской речи Александра Солженицына (премьера 23 февраля)

#### Театр Ермоловой
- 2024 — «Приглашение на казнь» по роману Владимира Набокова (премьера 25 января)

#### Театр на Бронной
- 2024 — «Калина красная» по повести Василия Шукшина (премьера 28 октября)[18]

## Признание и награды
- За создание цикла «МХАТовские вечера» (современная проза и поэзия в исполнении молодых актёров театра) удостоена премии «Хрустальная роза Виктора Розова»[4].
- 2003 — Государственная премий России в области литературы и искусства
- 2003 — звание Заслуженный артист России[1]
- 2009 — премия Народного артиста СССР М. И. Царева в номинации «За успешное воспитание актерской смены»
- 2010 — Медаль ордена «За заслуги перед Отечеством» II степени[5]
- 2015 — Премия Правительства Российской Федерации в области культуры (17 декабря 2015 года) — за создание спектакля «Лада, или Радость» по повести Тимура Кибирова[19].
- 2017 — лауреат Международной премии Станиславского в номинации «Театральная педагогика»